# كريستي غولدن
كريستي غولدن (بالإنجليزية: Christie Golden)‏ (21 نوفمبر 1963، أتلانتا في الولايات المتحدة)؛ كاتِبة وروائية أمريكية. درست في جامعة فرجينيا.